# Henri Rivier
Pour les articles homonymes, voir Rivier.
Henri Rivier est un chimiste suisse né le 25 novembre 1868 à Mazamet et mort le 17 mars 1946 à Neuchâtel.